# 特雷普托湖
53°21′17.45″N 11°59′41.97″E / 53.3548472°N 11.9949917°E

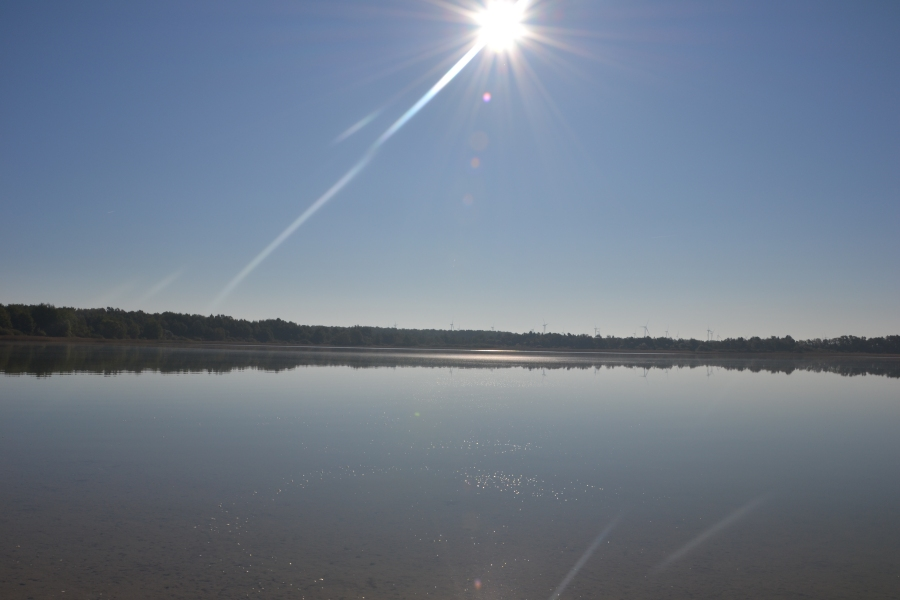

特雷普托湖（德語：Treptowsee），是德國的湖泊，位於該國東北部梅克倫堡-前波美拉尼亞州，由路德維希斯盧斯特-帕爾希姆縣負責管轄，長0.9公里、寬0.9公里，面積0.6平方公里，海拔高度56米，平均水深2米，最大水深5米，湖岸線長度3公里，水體容量117萬立方米。